# Ла-Террис
Ла-Терри́с (фр. La Terrisse, окс. La Tarriça) — коммуна во Франции, находится в регионе Окситания. Департамент — Аверон. Входит в состав кантона Сент-Женевьев-сюр-Аржанс. Округ коммуны — Родез.
Код INSEE коммуны — 12279.
Коммуна расположена приблизительно в 460 км к югу от Парижа, в 170 км северо-восточнее Тулузы, в 50 км к северо-востоку от Родеза.

## Население
Население коммуны на 2008 год составляло 166 человек.
| 1962 | 1968 | 1975 | 1982 | 1990 | 1999 | 2008 |
| ---- | ---- | ---- | ---- | ---- | ---- | ---- |
| 270  | 272  | 226  | 227  | 187  | 170  | 166  |

## Экономика
В 2007 году среди 95 человек в трудоспособном возрасте (15—64 лет) 70 были экономически активными, 25 — неактивными (показатель активности — 73,7 %, в 1999 году было 71,8 %). Из 70 активных работали 70 человек (43 мужчины и 27 женщин), безработных не было. Среди 25 неактивных 5 человек были учениками или студентами, 9 — пенсионерами, 11 были неактивными по другим причинам.

## Фотогалерея

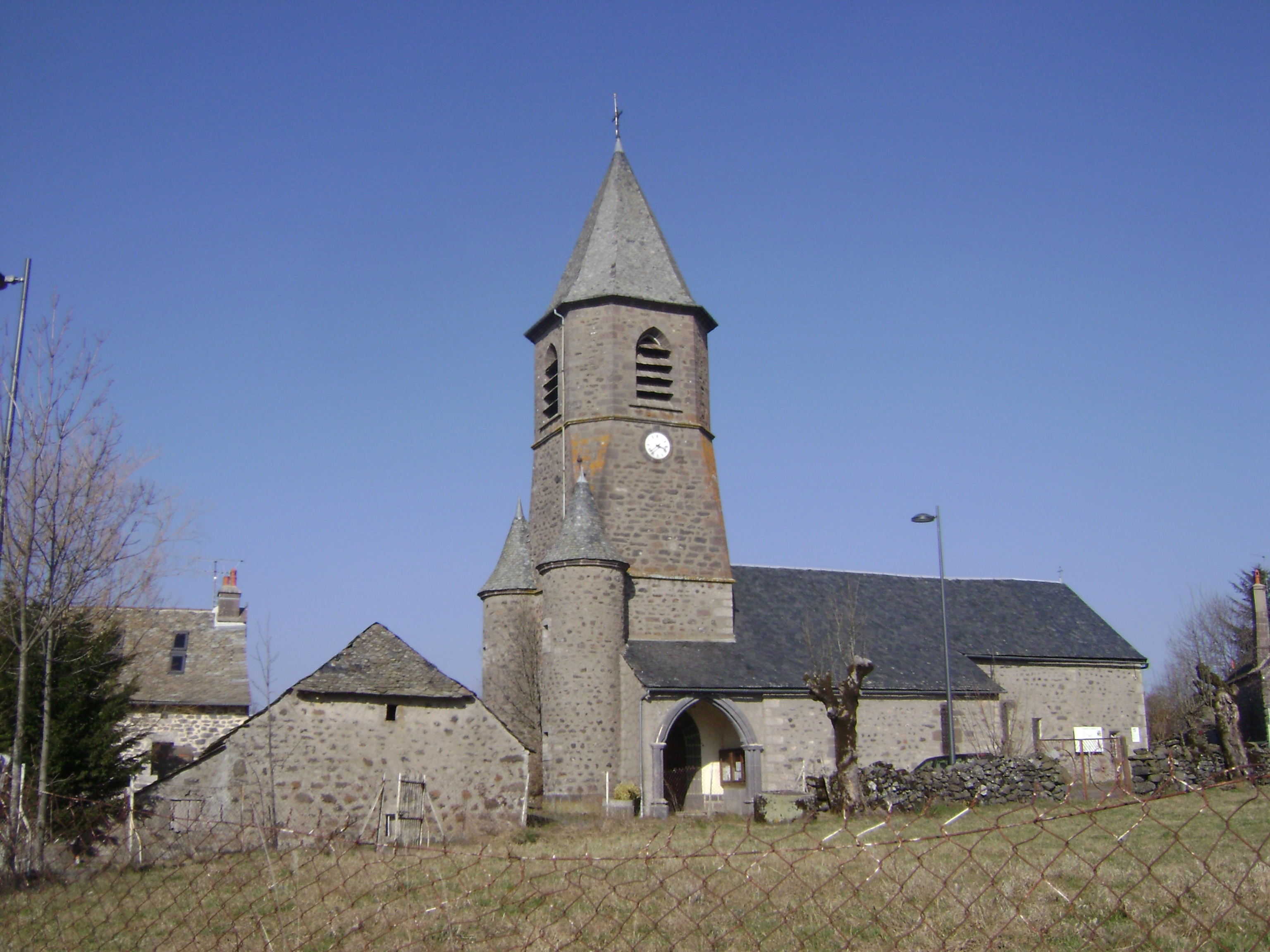
Церковь (веркирхе)
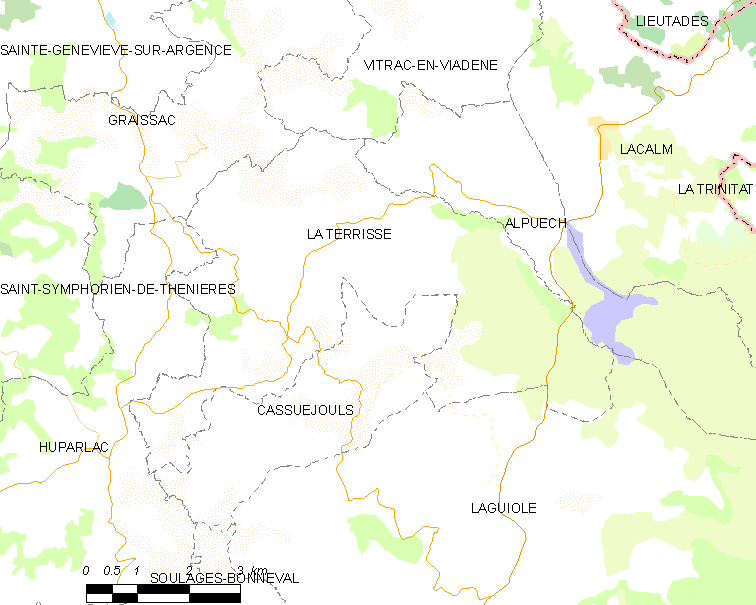
Карта коммуны